# Rambert (imię)
Rambert, Rambart, (Ronbert) – imię męskie pochodzenia germańskiego, notowane w Polsce od 1308 roku (po raz pierwszy w formie Rambertus). Drugi człon imienia, -bert, pochodzi od germ. berhta – „jasny”. Człon pierwszy stanowi wariant członu ragin, ragan, wywodzącego się od gockiego ragin – „rada”; Ram- może jednak także stanowić skrócenie staro-wysoko-niemieckiego członu imion złożonych hraban – „kruk”. Różni badacze odnoszą się  w zróżnicowany sposób do pochodzenia członu pierwszego imienia. Kohlheimowie człon pierwszy określają jako pochodzący od hraban i oznaczający „kruk”. Tej kwalifikacji przeczy jednak zamienność formy imienia Rambert, pod którą znanych jest dwóch średniowiecznych świętych tego imienia, z formami Regnobert/Ragnebert/Reinbert. Z kolei Fros i Sowa przychylają się ku pochodzeniu pierwszego członu od ragin, podając, iż Rambert stanowi skrócenie imienia Ragnebert (Ragnobert), z drugiej strony jednak określają imię Rambert jako synonimiczne do Bertrama.
Niektóre możliwe staropolskie zdrobnienia to m.in. Ramek, Ramko, Ramk, Ramiesz, Ramisz, Ramszyk, Ramusz, Ronisz, Romiesz.
Rambert imieniny obchodzi:
- 16 maja, w dzień wspomnienia św. Ramberta (Regnoberta), biskupa Bayeux
- 13 czerwca, w dzień wspomnienia św. Ramberta (Ragbenerta, Reinberta) z Bugey